# Triops strenuus
Triops strenuus – gatunek przekopnicy występujący w centralnej Australii. Osiąga około 2.5 cm długości ciała, którego ponad połowę okrywa owalny karapaks. Ciało składa się z okrągłych segmentów, około 22 wystaje poza karapaks, natomiast 10 do 11 nie posiada odnóży.